# Regresija
Regresija (modeliranje, napovedovanje) je v matematiki iskanje povezanosti (korelacije) med spremenljivkami. Na primer, če povečamo polmer kroga, se poveča tudi njegov obseg.  V naravoslovju pogosto uporabljamo enačbe za podajanje povezave med spremenljivkami. Razmeroma pogosta je linearna regresija. Pri strojnem učenju (umetna inteligenca) inteligentni sistem sam najde povezavo med spremenljivkami (oziroma model, oziroma enačbo). Eden najpogostejših inteligentnih sistemov za regresijo je nevronska mreža vrste perceptron.